# 8660 Sano
8660 Sano è un asteroide della fascia principale. Scoperto nel 1990, presenta un'orbita caratterizzata da un semiasse maggiore pari a 3,2550567 UA e da un'eccentricità di 0,0435126, inclinata di 6,63312° rispetto all'eclittica.